# Vild gulerod
Vild gulerod (Daucus carota) er en 30-80 centimeter høj urt, der i Danmark vokser langs veje og på skrænter. Alle dele af planten, men især roden, lugter behageligt af gulerod.

## Beskrivelse
Vild gulerod er en toårig, urteagtig plante med en stiv, opret vækst. Første år danner planten en roset af grundstillede blade, og først næste forår skyder den blomsterbærende stængel til vejrs. Stænglen er massiv og furet med stive hår. Bladene er spredtstillede og 2 eller 3 gange fjersnitdelte. Fligene er lancetformede og spidse med hel rand. Begge bladsider er hårede, og omtrent ensfarvet græsgrønne.
Blomstringen sker i juni-august, hvor blomsterne kan ses samlet i endestillede skærme, der selv består af småskærme. De enkelte blomster er hvide og regelmæssige med undtagelse af dem, der sidder yderst i småskærmene, hvor blomsterne er uregelmæssige. Midt i storskærmen finder man ofte én eller nogle få, røde blomster. Frugterne er todelte spaltefrugter med nøddeagtige delfrugter.
Rodnettet består af en kraftig, lodret jordstængel, som fortsætter over i en dybtgående pælerod. Der er forholdsvis få, men grove siderødder.
Højde x bredde og årlig tilvækst: 0,75 x 0,30 m (75 x 30 cm/år) – dette gælder for planten i det andet leveår.

## Voksested
Vild gulerod er naturligt udbredt i Nordafrika, Mellemøsten, Kaukasus, Centralasien og Kina. I Europa findes den næsten overalt og er i Danmark almindelig på gruset og veldrænet jord langs veje, i grusgrave, på skrænter, strandvolde og i grøftekanter. Den er dog mindre almindelig i Midtjylland.
På overdrev i Almegårds Øvelsesplads findes den sammen med bl.a. almindelig agermåne, cikorie, draphavre (dominerende), almindelig hvene (dominerende), almindelig knopurt, pastinak, almindelig røllike (dominerende), sankthansurt, almindelig torskemund, bugtet kløver, fløjlsgræs (dominerende), fåresvingel, gul fladbælg (dominerende), gul snerre, knoldet brunrod, krybende potentil, lancetvejbred (dominerende), lægeoksetunge, moskuskatost, prikbladet perikon, rød svingel, sølvpotentil, vellugtende gulaks og vild løg

## Underarter
Der findes tre underarter i Danmark, hvor vild gulerod (subsp. carota) er den almindeligste. Denne arts voksested er beskrevet ovenfor.
- Daucus carota subsp. carota med hvid pælerod og en stængel, der især forgrener sig i den øvre del.
- Daucus carota subsp. sativus (havegulerod) med opsvulmet, orangerød pælerod og en stængel, der især forgrener sig i den øvre del. Dyrket.
- Daucus carota subsp. gummifer (strandgulerod) med hvid pælerod, stænglen forgrenet fra roden. Sjælden. Stenede strandvolde i Storebæltsområdet og sydvestlige Kattegat og Øresund.